# Nick Gates
Nick Gates é um corredor ciclista australiano, nascido em 10 de março de 1972 em Sydney. Passado a profissional em 1996, põe um termo à sua carreira ao finalizar a temporada de 2008. Em 2011, resulta director desportivo da equipa Saxo Bank-Sungard.

## Palmarés
- 1996
  -  Campeão da Austrália em estrada
  - Classificação final do Pacific Power Bank Classic
  - Classificação final do Commonwealth Bank Classic
- 1997
  -     - 1.ª etapa da Volta de Tasmânia
- 1998
  - 12. ª etapa do Commonwealth Bank Classic
- 1999
  -     - 3. ª etapa da Volta ao Japão

## Resultados na as grandes voltas

### Tour de France
- 2003 : abandono (16. ª etapa)
- 2004 : fora de tempo (1.ª etapa)

### Giro d'Italia
- 2004 : 113.º
- 2008 : 139.º

### Volta a Espanha
- 2005 : 120.º